# Gotra albospinosa
Gotra albospinosa là một loài tò vò trong họ Ichneumonidae.